# Chilina angusta
Chilina angusta е вид охлюв от семейство Chilinidae. Видът е уязвим и сериозно застрашен от изчезване.

## Разпространение и местообитание
Разпространен е в Чили (Антофагаста).
Обитава крайбрежията на сладководни басейни.